# Ezgi Dilik
Ezgi Dilik est une joueuse de volley-ball turque née le 12 juin 1995 à Ankara. Elle mesure 1,78 m et joue au poste de passeuse. 

## Clubs
| Club                | De        | À         |
| ------------------- | --------- | --------- |
| Eczacıbaşı İstanbul |           | 2006-2007 |
| VB Günes Sigorta    | 2007-2008 | 2010-2011 |
| Fenerbahçe İstanbul | 2011-2012 | 2011-2012 |
| Sarıyer Belediyesi  | 2012-2013 | 2013-2014 |
| Fenerbahçe İstanbul | 2014-2015 | 2016-2017 |
| Eczacıbaşı İstanbul | 2017-2018 | 2018-2019 |
| Aydın BBSK          | 2019-2020 | 2019-2020 |
| Beşiktaş İstanbul   | 2020-2021 | …         |

## Palmarès

### Équipe nationale
- Ligue européenne
  - Vainqueur : 2014[3]
  - Finaliste : 2015.
- Championnat du monde des moins de 23 ans
  - Vainqueur : 2017.
  - Finaliste : 2015.

### Clubs
- Coupe de la CEV
  - Vainqueur : 2018.
- Championnat de Turquie
  - Vainqueur: 2015, 2017.
  - Finaliste : 2016, 2018, 2019.
- Coupe de Turquie
  - Vainqueur: 2015, 2017, 2019.
  - Finaliste : 2018.
- Supercoupe de Turquie
  - Vainqueur: 2015, 2018.
  - Finaliste : 2014.